# Sankt Anton an der Jeßnitz
Sankt Anton an der Jeßnitz  är en ort och kommun  i Österrike. Den ligger i distriktet Scheibbs i förbundslandet Niederösterreich, 90 km väster om huvudstaden Wien.
Kommunen består av elva orter (Ortschaften) (inom parentes invånarantal 1 januari 2024):

- Anger (41)
- Gabel (8)
- Gnadenberg (73)
- Grafenmühl (54)
- Gruft (190)
- Gärtenberg (94)
- Hochreith (24)
- Hollenstein (74)
- Kreuztanne (21)
- St. Anton an der Jeßnitz (412)
- Wohlfahrtsschlag (151)